# BirdLife South Africa
BirdLife South Africa, conocida antes como South African Ornithological Society (Sociedad Sudafricana de Ornitología) es la organización nacional de Sudáfrica equivalente a la BirdLife International. Tiene unos ocho mil miembros en cuarenta sucursales y afiliados. Su misión es «promover el disfrute, comprensión, estudio y conservación de las aves en estado salvaje y sus hábitats». Publica un periódico ornitológico, Ostrich, que habla de los pájaros de África y sus islas.